# Teruo Nimura
Teruo Nimura (二村 昭雄 Nimura Teruo?,  nacido el 2 de febrero de 1943 en Kioto) es un exfutbolista japonés que se desempeñaba como centrocampista.
En 1970, Nimura jugó 5 veces para la Selección de fútbol de Japón. Nimura fue elegido para integrar la selección nacional de Japón para los Juegos Asiáticos de 1970.

## Trayectoria

### Clubes
| Club            | País  | Año         |
| --------------- | ----- | ----------- |
| Toyo Industries | Japón | 1966 - 1976 |

### Selección nacional
| Selección | País  | Año  |
| --------- | ----- | ---- |
| Absoluta  | Japón | 1970 |

## Estadística de equipo nacional
| Selección de Japón | Selección de Japón | Selección de Japón |
| Año                | Part.              | Goles              |
| ------------------ | ------------------ | ------------------ |
| 1970               | 5                  | 0                  |
| Total              | 5                  | 0                  |

## Palmarés

### Títulos nacionales
| Título              | Club                  | País  | Año  |
| ------------------- | --------------------- | ----- | ---- |
| Copa del Emperador  | Universidad de Waseda | Japón | 1963 |
| Japan Soccer League | Toyo Industries       | Japón | 1966 |
| Japan Soccer League | Toyo Industries       | Japón | 1967 |
| Copa del Emperador  | Toyo Industries       | Japón | 1967 |
| Japan Soccer League | Toyo Industries       | Japón | 1968 |
| Copa del Emperador  | Toyo Industries       | Japón | 1969 |
| Japan Soccer League | Toyo Industries       | Japón | 1970 |